# Strijkkwartet nr. 5 (Bartók)
Béla Bartók componeerde zijn vijfde strijkkwartet in de zomer van 1934.
Zoals gebruikelijk bij muziek die Bartók op latere leeftijd componeerde is de stijl die in dit strijkkwartet gebezigd wordt een smeltkroes. Uiteraard zijn in dit strijkkwartet klassieke invloeden te vinden, zie bijvoorbeeld de symmetrische indeling van de tempi. Maar meer nog zijn de invloeden te herkennen van zijn geboortestreek, die in toenmalig Hongarije lag. De niet-westerse ritmes doen exotisch aan, maar de 9/8-maat met een 4/2/3-verdeling is in de volksliedjes van de Balkan-landen de normaalste zaak van de wereld.

## Delen
1. Allegro;
2. Adagio molto
3. Scherzo, Alla bulgaresse;
4. Andante;
5. Finale, Allegro vivace.

Deel (1) is zeer beweeglijk, met afwisselende ritmes en af en toe een jazzy stijl. Deel (2) is het meest dramatische deel, het spookt hier; de instrumenten worden met demper op bespeeld. Deel (3) is dan weer vrolijk van karakter met meer jazz en vreemde ritmen. In deel (4) komt het spookachtige weer tevoorschijn, meer nu meer uitgesproken. Het tempo is dan wel andante, maar de muziek is in het midden van het deel erg beweeglijk, terwijl daarna pas weer een herkenbaar andante (rustig) wordt gespeeld; pizzicato sluit het deel af. Deel (5) begint als een klassiek strijkkwartet, maar komt al snel in het vaarwater van Bartók terecht en de instrumenten buitelen over elkaar heen om de diverse thema's van elkaar over te nemen. Horen we in deel (5) een citaat van Ludwig van Beethoven? De afsluiting voor een strijkkwartet is voor dat het in 1934 gecomponeerd is, erg klassiek en tonaal aan; een deel van een toonladder.
De compositie duurt ongeveer een half uur.

## Discografie
- uitgave ECM Records; Zehetmair Quartet
- uitgave Harmonia Mundi; Arcanto Quartet
- historische uitgave: Music and Arts; Hungarian String Quartet